# Haus Mühlberg

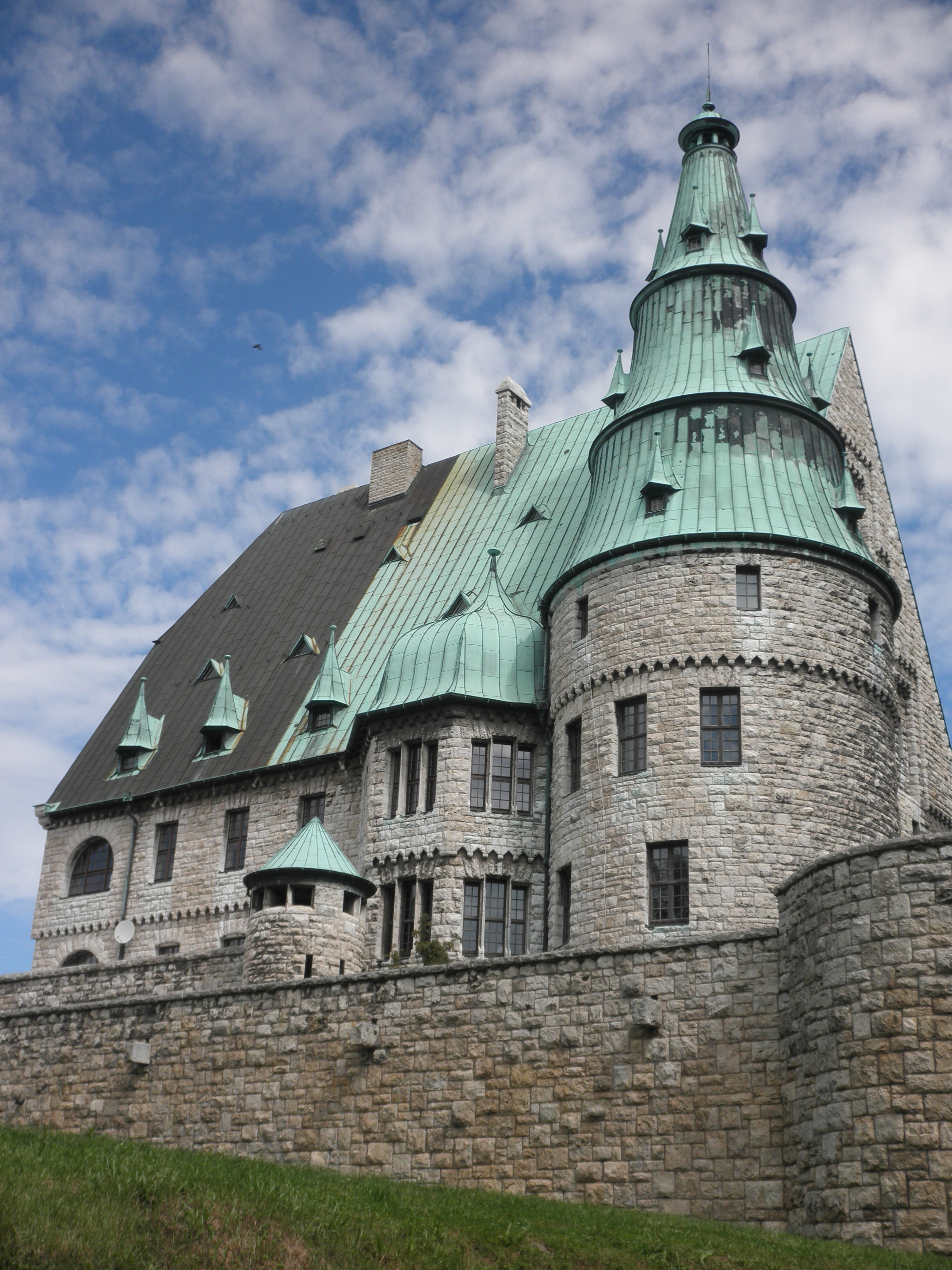
Burg Ohrdruf (Haus Mühlberg)

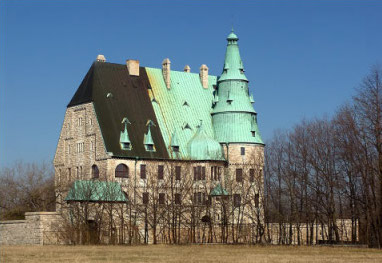
Burg Ohrdruf (Haus Mühlberg)

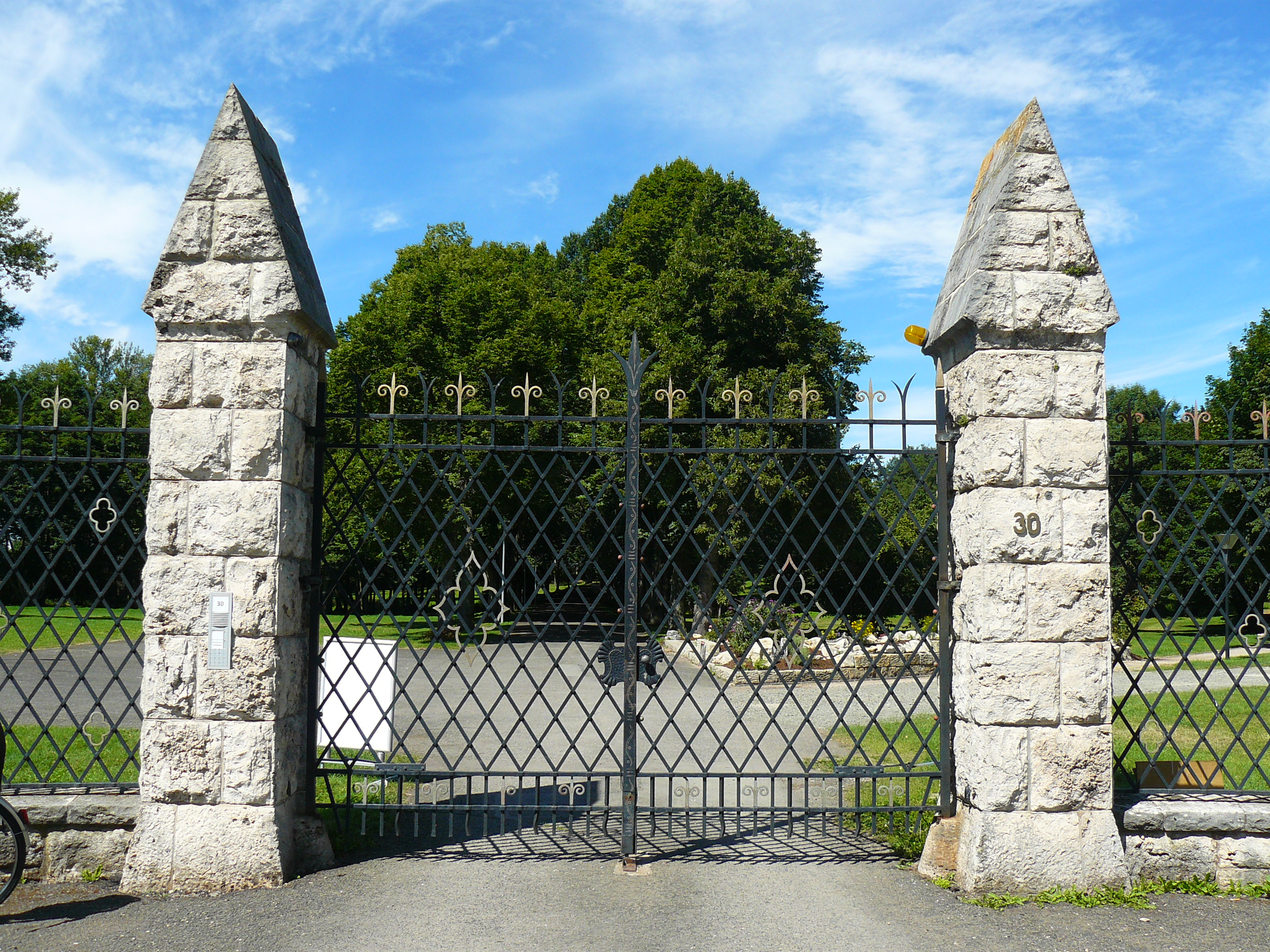
Ohrdruf, Haus Mühlberg, Tor an der Gothaer Straße

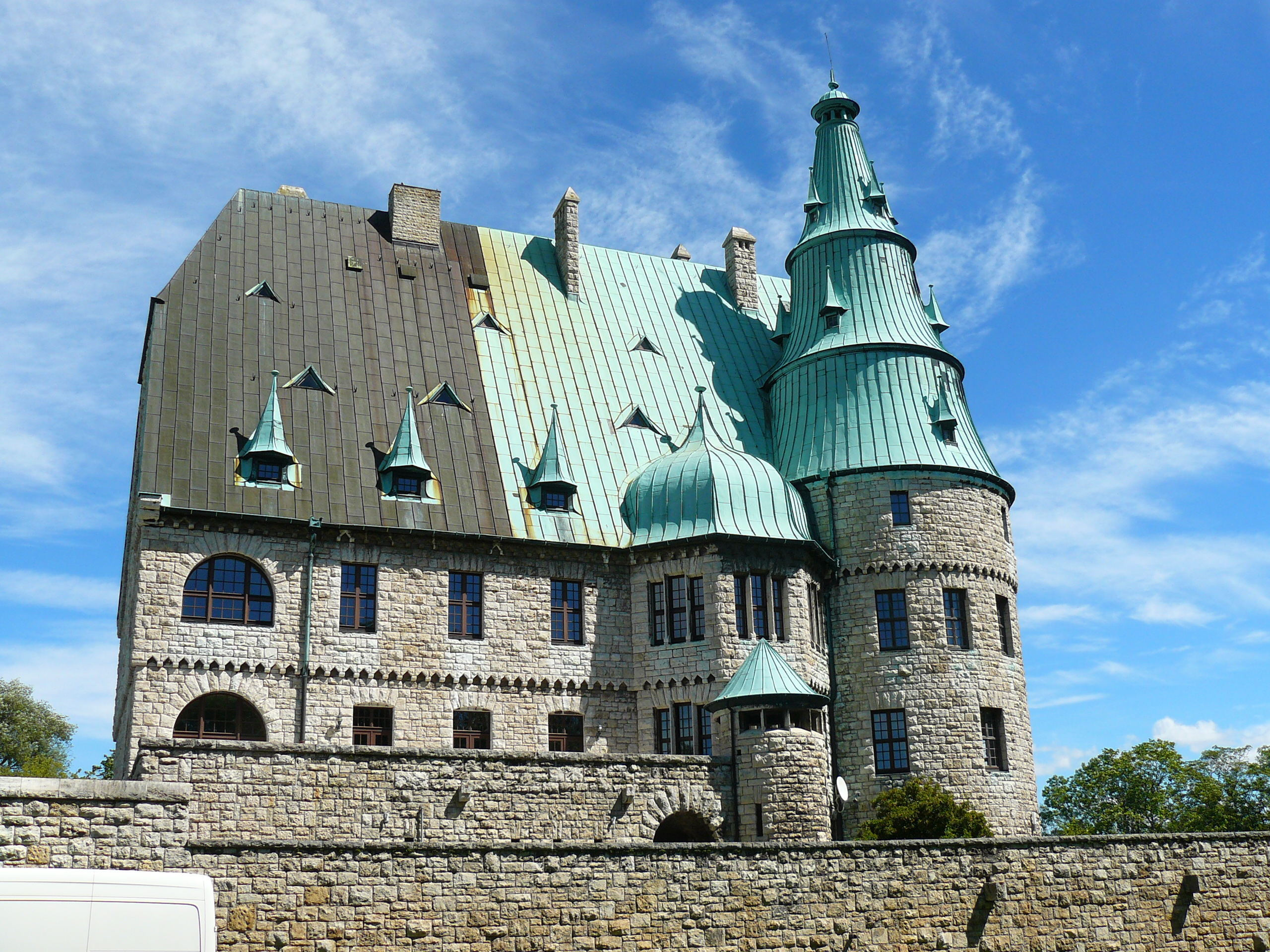
Ohrdruf, Haus Mühlberg, Hauptgebäude von Bodo Ebhardt

Das Haus Mühlberg in Ohrdruf, Thüringen, auch als Burg Ohrdruf bezeichnet, ist ein 1933 vom Bleifarben-Fabrikbesitzer Thilo Albin Mühlberg in Auftrag gegebenes Bauwerk. Es wurde zwischen 1933 und 1935 von Bodo Ebhardt erbaut und jahrelang als Bildungsstätte genutzt. Seit 2017 wird das Gelände unter der Bezeichnung „Burg & Park Ohrdruf“ als Veranstaltungsort genutzt.

## Beschreibung
Der Architekt und Gründer der Deutschen Burgenvereinigung Bodo Ebhardt erbaute das sehr markante Haus in der Gothaer Straße 30 in Ohrdruf. Die für die 1930er Jahre sehr ungewöhnliche Bauweise und die Beauftragung eines renommierten Architekten seiner Zeit machen das Gebäude zu einem außergewöhnlichen Bauwerk, das samt seiner weitläufigen Parkanlage bereits zur Zeit der DDR unter Denkmalschutz gestellt und saniert wurde.
Das Gebäude wird heute als „Burg Ohrdruf“ bezeichnet, auch auf einer Steinplatte neben dem Eingangstor („Burg Ohrdruf GmbH“). Diese Bezeichnung ist aber im eigentlichen Sinne des Begriffes Burg falsch, da Burgen mittelalterliche Wohn- und Wehrbauten beschreiben. Die Bauform lässt zwar eindeutig auf eine Burg schließen; da das Gebäude aber erst in den 1930er Jahren erbaut wurde, lässt es sich diesem Begriff eigentlich nicht zuordnen. Eine Inschrift auf einer Steinplatte in der Außenmauer, offenbar noch aus der Bauzeit, lautet: „ora et labora“ (bete und arbeite).
Im Handbuch der Deutschen Kunstdenkmäler ist das Gebäude als „Haus Mühlberg“ eingetragen. Weitere Bezeichnungen sind „Kupferschlösschen“, „Villa Mühlberg“, „Mühlburg“ oder „Vierfarbenschloß“.
Thilo Albin Mühlberg war von 1933 bis 1935 ernannter „Staatsrat“ und von der NSDAP benannter Präsident der Mittelthüringischen Industrie- und Handelskammer und somit auch in der Hauptabteilung Wirtschaft der NSDAP-Gauleitung Thüringen tätig. Seinen Namen und vorgenannte Jahresangaben weist ein Grundstein aus, der sich am Gebäude befindet. Es ist bisher aber nicht ausreichend belegt, dass das Gebäude von seinem Bauherrn tatsächlich bewohnt wurde. Im April 1945 wurde Mühlberg kurzzeitig von den amerikanischen Besatzungstruppen verhaftet und sein gesamtes Vermögen enteignet. Seine Fabrik wurde zum „Volkseigentum“ (später VEB Bleiwerke Ohrdruf), das „Haus Mühlberg“ wurde am 5. April 1945 von der 4. amerikanischen Panzer-Division besetzt und kurzzeitig als Kommandantur für das angrenzende Durchgangslager (ehemals Zwangsarbeitslager Ohrdruf, heute Truppenübungsplatz Ohrdruf) für entlassene sowjetische Kriegsgefangene, genutzt. Im Rahmen des Flächentausches nach der Konferenz von Jalta wurde es an das sowjetische Militär übergeben und Sitz der Stabes der 39. Garde-Mot. Schützendivision Ohrdruf der Gruppe der Sowjetischen Streitkräfte in Deutschland, die es 1978 in einem beklagenswerten Zustand verließen.
In den 1980er Jahren wurde das Haus unter Denkmalschutz gestellt und für rund 7 Millionen Mark umfassend saniert und in eine Bildungsstätte umgewandelt. Nach der Wende und weiteren Sanierungsarbeiten am Gebäude und den Parkanlagen wurde es Jugendbildungsstätte des Landes Thüringen,  aus Kostengründen wurde diese Nutzung aber zum 31. Dezember 2003 aufgegeben. Bis 2006 wurde das Haus Mühlberg unter privater Trägerschaft als Bildungsstätte betrieben, heute dient es als Restaurant und Tagungshotel.
Haus Mühlberg kann in Absprache mit dem Betreiber genutzt und besichtigt werden.

## Chronologische Nutzung
- 1933–1935  Bauphase
- 1936–1945  Wohnhaus des Eigentümers Dr. Thilo Mühlberg und seiner Familie bis zur Enteignung 1945
- 1946–1949  Waisenhaus der Caritas
- 1949–1955  Kindererholungsheim (verlegt nach Georgenthal)
- 1955–1978  Sowjetischer Armeestab, zuletzt: Stabsstelle 39. Garde-Mot. Schützendivision[1]
- 1978–2003  Nutzung als Lehrgangs- und Erholungsheim mit verschiedenen Trägern, zuletzt Jugendbildungsstätte des Landes Thüringen
- 2003–2006  Weiternutzung als Bildungsstätte in privater Trägerschaft
- 2015–2016: Nutzung als Eventlocation mit Restaurant und Tagungshotel in privater Trägerschaft
- seit Anfang 2017: Nutzung als Veranstaltungsort für private und Publikumsveranstaltungen wie Messen, Konzerte und andere Open-Air-Events

## Theorien
Zum Gebäude kursieren verschiedene Theorien über eine mögliche Nutzung im Dritten Reich, vom geheimen Kommando-, Nachrichten- oder Führungssitz über einen Geheimbunker unter dem Gelände bis zur Einbindung in die Planungen im nahegelegenen Jonastal. Gründe dafür sind der Standort am Gelände des Lagers SIII „Olga“ Ohrdruf-Nord und die Thematisierung von Gegend und Gebäude in dem Buch des Berliner Historikers Rainer Karlsch, „Hitlers Bombe“. Keine der Theorien ist bislang ausreichend belegt worden.